# Hrebet Podkova
Hrebet Podkova (englische Transkription von russisch Хребет Подкова Chrebet Podkowa, deutsch ‚Hufeisengrat‘) ist ein Gebirgskamm im ostantarktischen Mac-Robertson-Land. In der Athos Range der Prince Charles Mountains ragt er nordöstlich des Mount Dovers auf.
Russische Wissenschaftler benannten ihn.